# Markus Paschke
Markus Alfred Josef Paschke (* 8. Juni 1963 in Bremen) ist ein deutscher Politiker (SPD) und Gewerkschaftssekretär. Er war von 2013 bis 2017 und von 2019 bis 2021 Mitglied des Deutschen Bundestages.

## Leben und Beruf
Von 1969 bis 1980 besuchte Paschke die Grundschule und das Gymnasium in Bremen. Nach der zehnten Klasse verließ er das Gymnasium und begann 1980 eine Ausbildung zum Industriekaufmann. Anschließend arbeitete er von 1983 bis 1989 in den Bereichen Vertrieb, Controlling und Personal in der Industrie. Anschließend war er von 1989 bis 2000 Gewerkschaftssekretär beim Vorstand der IG Metall Frankfurt, von 2000 bis 2008 Gewerkschaftssekretär bei der IG Metall Emden und seit 1. Mai 2008 Gewerkschaftssekretär beim DGB. 2008 wählten ihn die Delegierten zum DGB-Regionsvorsitzenden für Ostfriesland und das Nördliche Emsland. Derzeit (2013) ist er kommissarischer Geschäftsführer der DGB-Region Oldenburg/Wilhelmshaven.
Paschke lebt seit 2003 im ostfriesischen Riepe und ist seit 2013 verheiratet.

## Politik
Paschke trat im Oktober 1987 in die SPD ein. Dort war er bis 1989 Mitglied im Ortsvereinsvorstand Bremen-Neustadt und im Unterbezirksvorstand der Jusos.
Bei den Bundestagswahlen 2013 und 2017 trat Paschke im Wahlkreis Unterems und auf der Landesliste an. Im Wahlkreis unterlag er jeweils der CDU-Kandidatin Gitta Connemann. 2013 zog er über die Landesliste in den Bundestag ein. 2017 reichte sein Listenplatz nicht für einen Wiedereinzug, sodass er aus dem Bundestag ausschied. Am 4. November 2019 rückte er für Sigmar Gabriel in den Bundestag nach.
Im 19. Deutschen Bundestag war Paschke ordentliches Mitglied im Ausschuss für Bildung, Forschung und Technikfolgenabschätzung. Zudem gehört er den Projektgruppen 2 und 5 der Enquete Berufliche Bildung an. Paschke ist stellvertretendes Mitglied im Ausschuss für Arbeit und Soziales.
Zur Bundestagswahl 2021 trat Paschke aus gesundheitlichen Gründen nicht wieder an.